# Cechenena rubrescens
Cechenena rubrescens är en fjärilsart som beskrevs av Clark 1923. Cechenena rubrescens ingår i släktet Cechenena och familjen svärmare. Inga underarter finns listade i Catalogue of Life.